# Щитинська сільська рада
Щитинська сільська рада — сільська рада в Любешівському районі Волинської області з адміністративним центром у селі Щитинь.

## Загальні відомості
Історична дата утворення: в 1993 році. Водоймища на території, підпорядкованій даній раді: річка Турія, Прип'ять.

## Населені пункти
Сільській раді підпорядковані населені пункти:
- с. Щитинь

## Склад ради
Рада складається з 15 депутатів та голови.

### Керівний склад ради
| ПІБ                           | Основні відомості                                                                          | Дата обрання | Дата звільнення |
| ----------------------------- | ------------------------------------------------------------------------------------------ | ------------ | --------------- |
| Саливончик Василь Миколайович | Сільський голова, 1969 року народження, освіта                                             | 26.03.2006   | 31.10.2010      |
| Саливончик Василь Миколайович | Сільський голова, 1969 року народження, освіта вища, член політичної партії 'Наша Україна' | 31.10.2010   |                 |

Примітка: таблиця складена за даними джерела

## Населення
За переписом населення України 2001 року в сільській раді мешкало 700 осіб. 100 % населення вказало своєю рідною мовою українську мову.